# سوووتاوریلا
سوووتاوریلا (suovetaurilia) یکی از مقدس‌ترین و سنتی‌ترین آیین‌های دین در روم باستان: قربانی کردن حیوان، خوک اهلی (سوس)، گوسفند (ovis) و گاو نر (ثور) به الوهیت مارس (اسطوره) برای برکت و پاکی زمین.